# Bataille de la rivière Han
Campagne de Hanzhong
La bataille de la rivière Han (chinois simplifié : 汉水之战 ; chinois traditionnel : 漢水之戰 ; pinyin : Hànshǔi Zhī Zhàn), qui a lieu en Chine en l'an 219, durant la fin de la dynastie Han, oppose les Seigneurs de guerre Liu Bei et Cao Cao. Cette bataille est le dernier combat véritablement important de la campagne de Hanzhong, qui se conclut par la victoire de Liu Bei qui s'autoproclame roi de Hanzhong.

## Situation avant la bataille
Au début de l'année 219, les troupes de Cao Cao ont été vaincues par celles de Liu Bei lors de la bataille du mont Dingjun. Lors des combats, le général Xiahou Yuan, qui est un cousin et ami fidèle de Cao Cao, est tué par Huang Zhong, un des généraux de Liu Bei. En représailles, Cao prend personnellement le commandement d'une grande armée pour attaquer le camp de Liu, qui se trouve au sud de la rivière Han.
Pour contrer Cao Cao, Liu Bei envoie ses généraux Zhao Yun et Huang Zhong défendre le camp. Leur plan est le suivant : Huang Zhong et Zhang Zhu partent discrètement pour aller détruire les approvisionnements de l’ennemi, pendant que Zhao Yun et Zhang Yi restent au camp pour le défendre.

## La bataille
L'armée de Huang Zhong se met en marche de nuit pour aller brûler les réserves de grain que Cao Cao a entreposées à la montagne du Nord. Après plusieurs heures de marche, Zhong arrive à l'entrepôt au lever du soleil, mais les troupes de Zhang He, un des généraux de Cao, arrivent avant que les réserves de grains puisse être incendiées. Cao Cao envoie le général Xu Huang sur place, avec ordre d'intercepter Huang Zhong et de bloquer sa retraite. Xu réussit parfaitement sa mission et l'armée de Huang Zhong se retrouve totalement encerclée. Pendant ce temps Zhao Yun est inquiet, car Huang Zhong n'est pas encore rentré alors qu'il est midi. Il laisse Zhang Yi s'occuper seul de la défense du camp et part avec ses troupes pour retrouver Zhong dans la bataille. Yun arrive juste à temps pour secourir Huang Zhong et tous deux réussissent à battre en retraite vers le camp principal.
Lorsque Zhang Yi apprend que l'armée de Cao Cao poursuit Zhao Yun et se dirige vers le camp principal, il fait fermer les portes et prépare ses hommes pour la bataille à venir. Cependant, dès que Zhao Yun arrive au camp il ordonne de faire disparaître toutes les bannières et drapeaux, de faire taire tous les tambours et d'ouvrir toutes les portes complètement. Ensuite, Zhang Yi installe tous ses archers et arbalétriers dans un espace couvert situé à l’extérieur du camp, pendant qu'il se tient devant les portes. Lorsqu'il arrive sur place et trouve le camp dans cet état, Cao Cao craint qu'il s'agisse d'une embuscade et ordonne à ses hommes de battre en retraite. Ses hommes ont a peine le temps de commencer à faire demi-tour que Zhao Yun ordonne à ses hommes de battre les tambours aussi fort que possible. Les archers et arbalétriers réagissent immédiatement au signal et une pluie de flèches s'abat sur les ennemis en déroute.
Zhao Yun, Huang Zhong et Zhang Zhu rassemblent alors tous leurs hommes et chargent l’armée de Cao Cao. Paniqués, les soldats de Cao se précipitent vers la rivière Han pour la franchir le plus vite possible et dans la confusion, beaucoup tombent dans la rivière et se noient. Pendant ce temps, Meng Da et Liu Feng arrivent au stock de grains de la montagne Nord et brûlent tous les approvisionnements de Cao Cao.

## Conséquences
Après la fin des combats, Liu Bei se rend sur place et inspecte le champ de bataille. À la fin de son inspection, il félicite Zhao Yun et ordonne une célébration en l'honneur de ce dernier, qui a lieu le soir même. À la suite de cette bataille, Zhao Yun porte le surnom de "Général ayant la force du Tigre" (虎威將軍) au sein de l'armée de Liu Bei.